# Pietro Pomponazzi

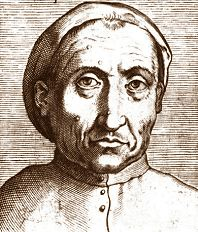
Pietro Pomponazzi

Pietro Pomponazzi (latinisiert Petrus Pomponatius; * 16. September 1462 in Mantua; † 18. Mai 1525 in Bologna) war ein italienischer Mediziner, Philosoph und Humanist der Renaissance.

## Leben
Seine Ausbildung begann in Mantua und wurde in Padua vervollständigt, als er dort 1487 Doktor der Medizin wurde. 1488 bekam er einen Ruf als Professor für Philosophie an die Universität Padua. Von 1495 bis zur Schließung der Universität 1509 war er Inhaber des Lehrstuhls für Naturphilosophie. Danach nahm er eine Professur an der Universität Ferrara an. 1512 wurde er nach Bologna eingeladen, wo er bis zu seinem Tod blieb und wo er seine bekanntesten Werke geschrieben hat.

## Lehre
Zu seiner Zeit herrschte in Florenz an der Universität der Platonismus. In Padua dagegen bestand eine aristotelische Richtung; man stützte sich dabei auf die Kommentare des mittelalterlichen Philosophen Ibn Ruschd (lateinisch Averroes).
Die Aristotelesauslegung nach Albertus Magnus und Thomas von Aquin war scholastisch, während die Averroisten zwischen aktivem und passivem Intellekt unterschieden. Der aktive Intellekt sei unsterblich, der passive (mit der individuellen Seele) gehe beim Tod unter.
Pomponazzi wandte sich in seinem Hauptwerk De immortalitate animae (Über die Unsterblichkeit der Seele) gegen beide Auffassungen. Er verwarf – im Sinne der Aristotelesauslegung des antiken Kommentators Alexander von Aphrodisias und wie schon vor ihm Johannes Buridan – jeden Glauben an eine Unsterblichkeit der menschlichen Seele und widersprach damit Papst Leo X., der 1513 auf dem 5. Laterankonzil in der Bulle Apostolici Regiminis die Lehre von der Sterblichkeit der Seele gerade verurteilt hatte. Weil mit seiner Lehre die Drohung der Kirche mit Höllenqualen nach dem Tode unwirksam wurde, erhielt Pomponazzi Beifall seiner Leser, stieß aber beim Papst auf deutlichen Widerstand. In Venedig wurde sein Hauptwerk öffentlich verbrannt, der Papst verurteilte es. Es erschienen zahlreiche Gegentraktate, unter denen Pomponazzis Hauptgegner Nifo die wirkungsmächtigsten verfasste. Außerdem wurde er bei der römischen Kurie wegen Frivolität und Ketzerei angeklagt. Zu seinem Glück setzte sich der dort einflussreiche Humanist und spätere Kardinal Pietro Bembo für ihn ein; er kam vor kein Kirchengericht. Die Schriften Apologia und Defensorium dienten vor allem zur Verteidigung gegen die Attacken seiner Gegner.
Pomponazzi gilt als Begründer des so genannten „Alexandrismus“, einer Strömung der italienischen Renaissancephilosophie, die nach Alexander von Aphrodisias benannt ist. Die sich der Gestirne bedienende, sich durch die virtutes occultae der Dinge dem Menschen offenbarende Magia naturalis ist für Pomponazzi eine der philosophia naturalis und der Astrologie unterstehende Wissenschaft. Er zog auch die Existenz bzw. Wirkungsmacht auf Materie immaterieller Geister wie der Dämonen und Engel in Zweifel und vertrat entschieden die Lehre von der doppelten Wahrheit (einerseits einer wissenschaftlichen, andererseits einer glaubensmäßigen Wahrheit).  Damit verteidigte er seine von der kirchlichen Lehre abweichenden Erkenntnisse.
Pomponazzi sieht das Wesen des Menschen in der Fähigkeit, (zumindest gedanklich) über die Natur hinauszugehen. Die Bestimmung des Menschen, dessen Seele immanent ist, liegt daher nicht im Jenseits, sondern im Aufbau der moralischen Ordnung im Diesseits. Der Lohn des tugendhaften Handelns ist die Tugend selbst, indem sie den Menschen glückselig macht. Pomponazzis Botschaft lautet: „Tu dir und deinem Nächsten Gutes, dem Lasterhaften wird das Laster selbst zur Plage“. Widersprüche in seinen Ansätzen ergeben sich großenteils dadurch, dass er in manchen Fällen keine allzu weite Entfernung von der kirchlichen Lehre riskieren wollte. Deshalb griff er auch auf die Lehre von der doppelten Wahrheit zurück; man könne stets zwischen der im Wissen begründeten Erkenntnis und dem Glauben unterscheiden, sodass man im Glauben an der Unsterblichkeit der Seele festhalten könne, auch wenn man sie philosophisch verwerfe.

## Werke
- De intensione et remissione formarum 1514
- De reactione 1515
- De actione reali 1515
- Tractatus de immortalitate animae 1516
- Apologia contra Contarenum 1518
- Defensorium adversus Augustinum Niphum 1519
- In libros (scil Aristotelis) de anima 1520
- La psicologia di P.P.: commento al De anima di Aristotele 1877
- De naturalium effectuum admirandorum causis sive de incantationibus liber 1520, hrsg. Mitte des 16. Jahrhunderts durch Grataroli[4] Auch in: Pietro Pomponazzi: Opera. Basel 1567, S. 6–327.
- Tracatus de nutritione et augmentatione 1521
- Dubitationes in IV. Meteorologicorum Aristotelis librum 1563
- Quaestio de immortalitate animae 1504
- Quaestio de unitate intellectus 1504

## Ausgaben und Übersetzungen
- William Henry Hay II: On the Immortality of the Soul. In: Ernst Cassirer, Paul Oskar Kristeller, John Hermann Randall jr. (Hrsg.): The Renaissance Philosophy of Man. Chicago / London 1948.
- Paul Oskar Kristeller (Hrsg.): Two unpublished questions on the soul of Pietro Pomponazzi. In: Medievalia et Humanistica. 9, 1955, S. 76–101.
- Richard Lemay (Hrsg.): Petri Pomponatii Mantuani libri quinque de fato, de libero arbitrio et de praedestinatione. Thesaurus Mundi, Lucca 1957 (kritische Edition).
- Burkhard Mojsisch (Hrsg.): Pietro Pomponazzi: Abhandlung über die Unsterblichkeit der Seele (= Philosophische Bibliothek. Band 434). Meiner, Hamburg 1990, ISBN 3-7873-0982-9 (lateinischer Text und deutsche Übersetzung)
- Antonio Poppi (Hrsg.): Pietro Pomponazzi: Corsi inediti dell'insegnamento Padovano. Padua 1970.